# 5500トン型軽巡洋艦
5500トン型軽巡洋艦 （5500とんかたけいじゅんようかん）は、日本海軍の軽巡洋艦の型の通称のひとつ。5500トン級軽巡洋艦 （5500とんきゅう-）とも言う。以下の14隻の総称。
- 球磨型：球磨 | 多摩 | 北上 | 大井 | 木曾
- 長良型：長良 | 五十鈴 | 名取 | 由良 | 鬼怒 | 阿武隈
- 川内型：川内 | 神通 | 那珂

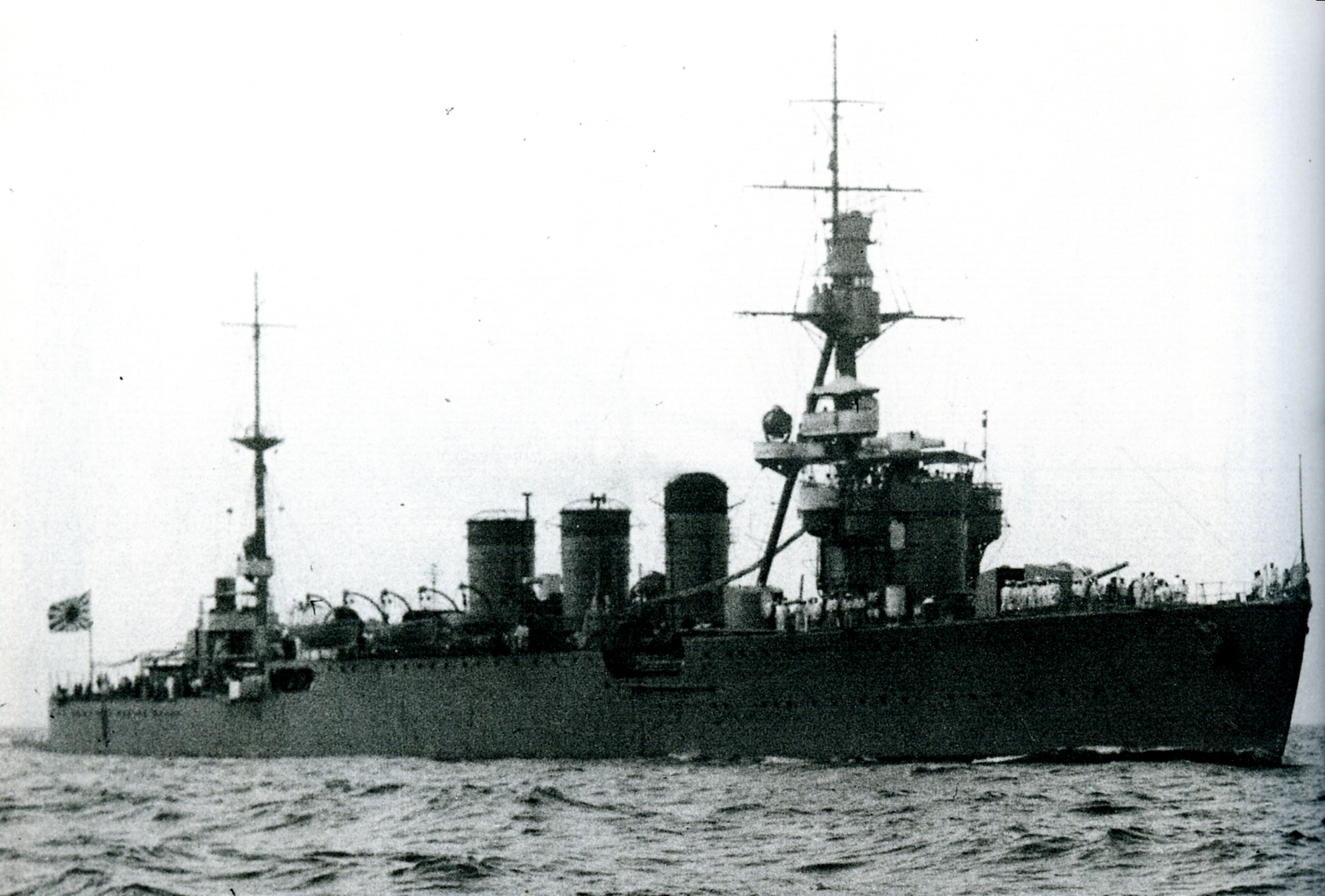
5500トン型軽巡洋艦の5番艦、北上

1番艦球磨の計画常備排水量が5,500トンであることからついた名称。設計は英国の流れを汲み、ほぼ同一の兵装で、排水量も大きく違わない。太平洋戦争期には多くが旧式化していたが、代艦（阿賀野型）の建造が遅れたこともあって、初期には第一線で使用された。最後に建造された川内型は経年が浅かったため改良が優先され、太平洋戦争の末期まで第一線で活躍した。

## 概要

### 建造経緯
1917年（大正6年）に成立した八四艦隊計画では、当初3,500トン型軽巡洋艦6隻と7,200トン型軽巡洋艦3隻が計画されていた。3,500トン型は先に建造された天龍型軽巡洋艦と同型であったが、水雷戦隊旗艦としては艦型が小さすぎると判断されて1918年（大正7年）度の八六艦隊計画時に5,500トン型9隻建造に改められた。このうち最後の1隻はさらに計画が改められて夕張となり、残りの8隻がいわゆる5,500トン型軽巡洋艦となった。球磨型の5隻と長良型の長良以下の3隻、計8隻である。また八六艦隊計画では更に3隻の建造が認められ長良型の由良以下3隻となる。1920年（大正9年）成立の八八艦隊計画では更に8隻の建造が計画されたがワシントン軍縮条約により計画は途中で中止となり川内型3隻のみが竣工した。

### 特徴
設計はイギリス軽巡の後期C級やD級を参考とされ、艦政本部の河合定二が設計した。日本海軍での運用は水雷戦隊旗艦を想定され以下のような特徴を持つ。
- 駆逐艦と同一行動がとれるよう、速力を36ノットとした。これは駆逐艦などの小型艦艇を除いた当時の世界最高速だった。また、アメリカの計画した巡洋戦艦の計画速力33ノットより3ノット優速として戦闘を有利に進めることを考慮したと言われる。
- そのため機関出力を90,000馬力とした。これは当時日本巡洋艦で最高だった天龍型51,000馬力を大幅に超える出力であり、同時期建造の戦艦長門型の80,000馬力をも超える出力だった。また主機は採用を始めたばかりのオールギアードタービンとしている。
- 船形は駆逐艦をそのまま大型にしたような細長い船形としている。
- 水雷戦隊旗艦となるため強力な司令部施設、通信能力を持つ。
- 魚雷戦時には自ら先頭となって進路を切り開けるよう主砲は駆逐艦より強力な14cm砲7門を装備した。
- 主砲の装備位置はすべてシェルター甲板としている。これは波浪対策として装備位置を高めると同時に、機雷敷設のために後甲板は空けておく必要があったため、とも言われる。
- イギリスの軽巡洋艦と同様、前方への砲力を重視し、主砲4門が指向出来るよう配置されている。またその照準の妨げとならないよう艦首にはシアーがなくフラットとなっている。
- 日本軽巡洋艦として初めて方位盤射撃装置を装備した。
- 自ら魚雷戦に参加できるよう発射管8門（片舷4門）を装備した。
- 当時の艦隊決戦では機雷戦も想定されており一号機雷を搭載した。艦首形状も一号機雷を乗り切れるよう考慮してスプーン型艦首としている。

上述したように設計はイギリスの軽巡を範としており、船体に直線が多く、後の平賀譲デザインの艦とは趣を異にしている。また、設計に余裕があり、後年の近代化改装にも対応できた。太平洋戦争では艦齢20年近くなった老齢艦であったが、活躍できる遠因ともなった。
欠点として
- 中央機関部上部に兵員室を置いたが、機関からの熱のため居住性が良くなかった。
- 高速航行時には艦尾が振動し、そこにあった士官次室では騒音で会話ができないほどだった。

などが伝えられている。また、特型駆逐艦が配備されると、凌波性等が新型駆逐艦より劣るなどの問題も現れた。
最後に、太平洋戦争時に就役から20年近く経っていた本艦型であったが、アメリカ海軍の評価は意外にも高いものであった。　

## 各型と変遷

### 球磨型

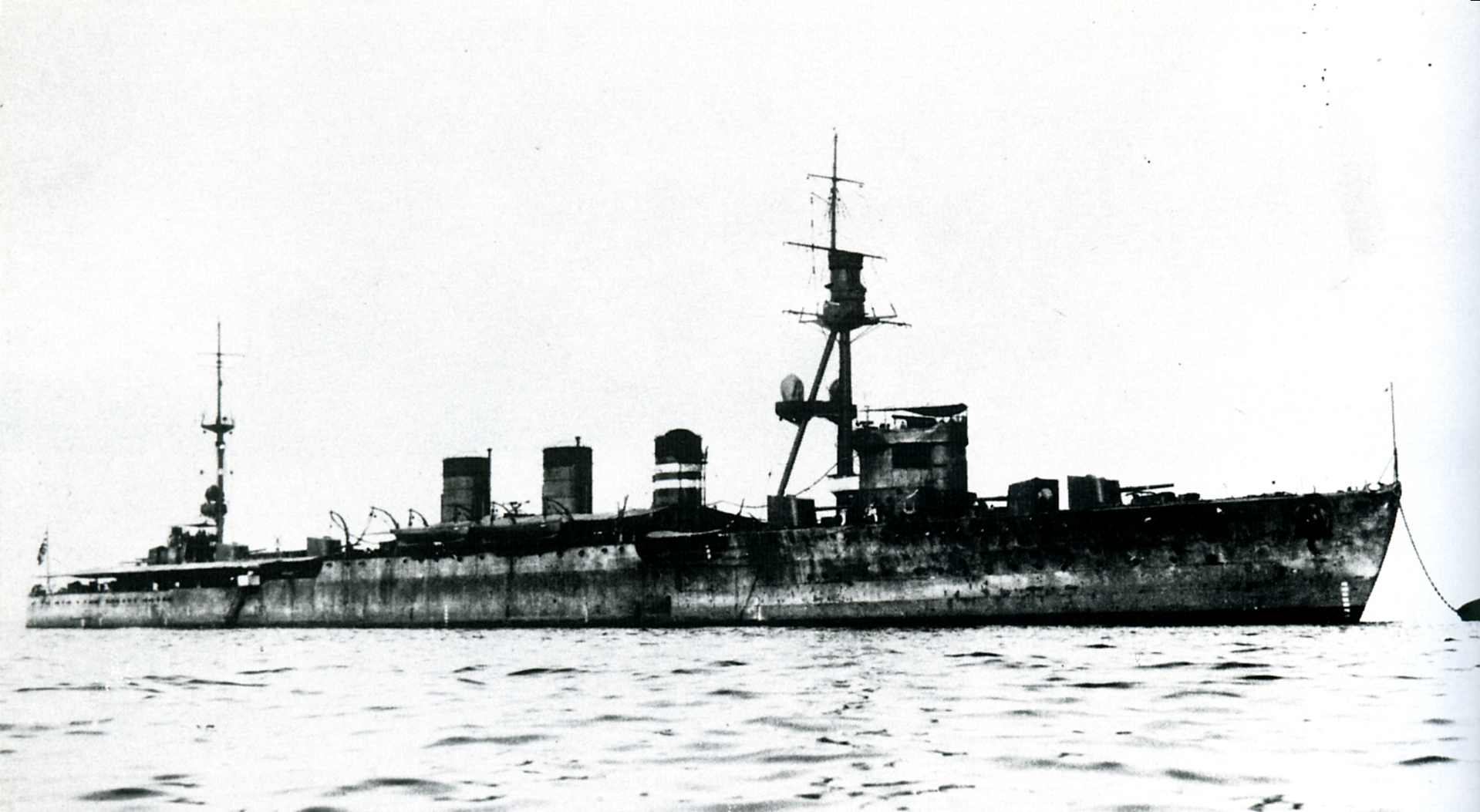
球磨型4番艦大井。格納庫の無い艦橋は一回り小さい。

八六艦隊計画の最初の5隻。2番艦多摩は1923年（大正10年）に試験的に航空機を搭載し、日本軽巡洋艦として初搭載となった。また5番艦木曾は竣工時より艦橋に航空機格納庫を設置、艦首に滑走台を置き、陸上機の運用を可能とした。ただし実用性は乏しく、航空機を搭載したことはほとんどなく、滑走台も後に撤去されている。

### 長良型

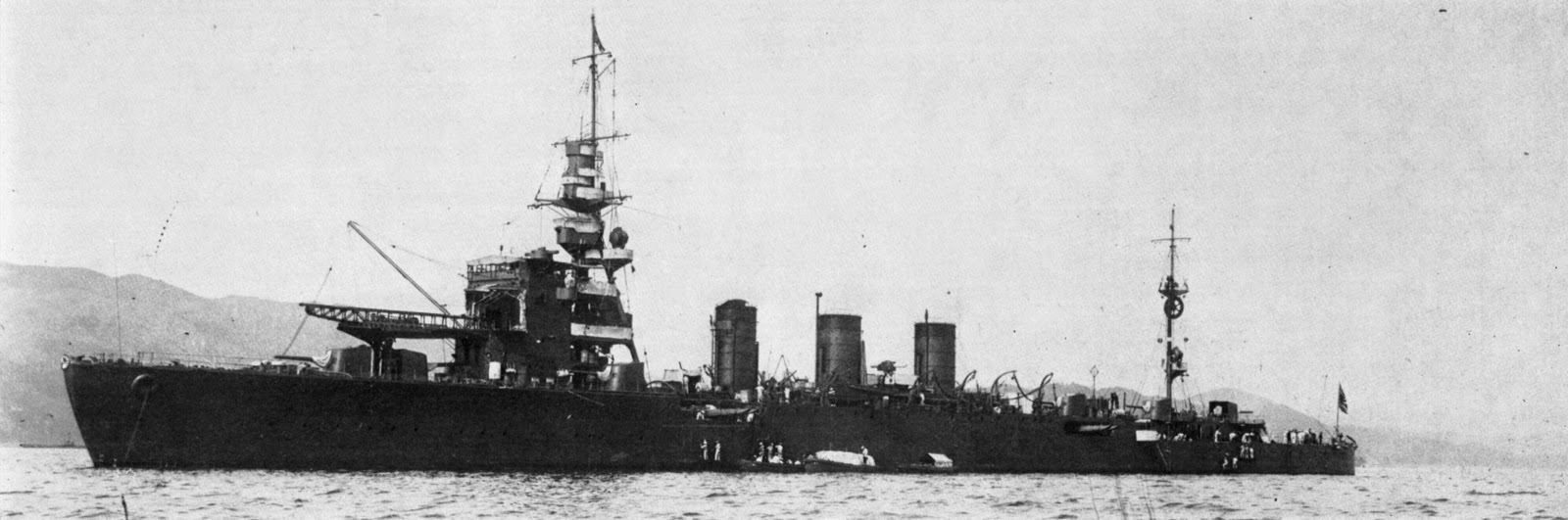
長良型5番艦鬼怒。艦橋が大型化、艦橋前に滑走台を設置する。写真時（1931年）には滑走台上にカタパルトを搭載。

魚雷を53cmより61cmに強化した型。航空兵装は木曾と同様の設備を有した。1929年（昭和4年）に五十鈴での一ヶ月の実験を終えた萱場式艦発促進装置は由良に移設され、1933年ごろまで試験を兼ねて使用された。また1930年（昭和5年）には鬼怒が火薬式カタパルトを実験目的で装備している。鬼怒での1年間の実験後1931年（昭和6年）に同装置は神通に移設された。装備位置はすべて艦橋前の滑走台上である。鬼怒～神通に装備されたカタパルトは後に実用化されるタイプの原型であった。呉式二号三型改一として実用化された火薬式カタパルトは1932年～34年にかけて各艦の5番主砲と6番主砲の間に装備され、艦橋前の滑走台は実験中の試作カタパルトとともに廃止された。由良はそれに先立つ1928年（大正15年）に水上偵察機1機を初めて搭載、1927年（昭和2年）度には潜水艦隊旗艦となり、軽巡洋艦として初めて水上機を常時搭載した。

### 川内型

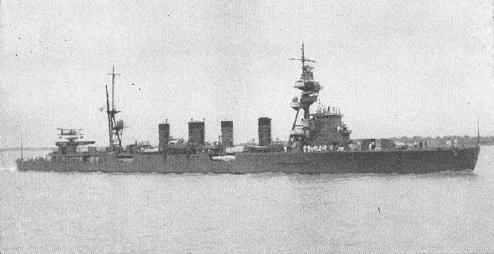
近代化改装後の川内。川内型は4本煙突。近代化改装で滑走台は撤去、後部にカタパルトが設置されている。

八八艦隊計画の大建艦計画により重油消費が増大することが予想されたため、石炭混焼缶を（長良型の2基から）4基に増やして重油消費量を抑えた型。そのため煙突が4本に増えている。横浜船渠で建造された那珂は進水前に関東大震災に遭遇し船体を破損、解体の上改めて建造し直した。そのため竣工は最後となった。
神通は1931年（昭和6年）に鬼怒での実験を終えた火薬式試作カタパルトを前部滑走台に装備して1934年4月まで実験を行った（呉式二号三型改一の装備に伴い撤去）。

### 艦首形状

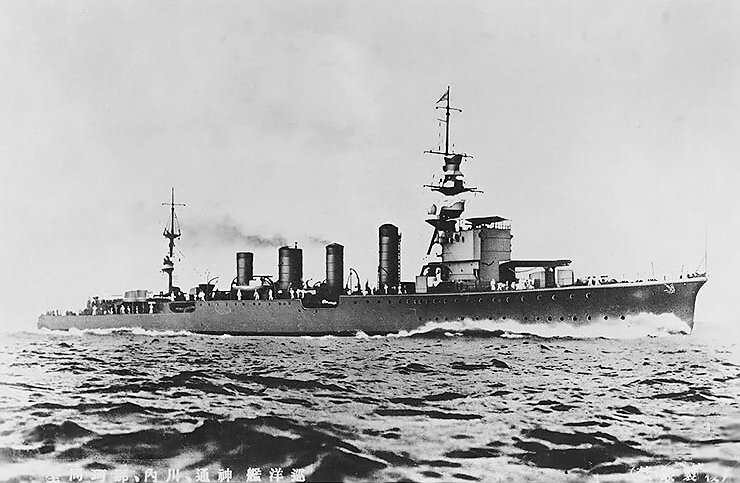
ダブルカーブ型艦首に改装された川内型神通

上述したとおり、5,500トン型の艦首は機雷戦のためスプーン型艦首（スプーン・バウ）を採用した。しかしこの形は凌波性が良くなく、日本海軍が機雷戦術をやめたこともあり、艦首改装の機会があった艦はダブル・カーブ型（ダブル・カーベチャー型）艦首に変更している。再建造の那珂は竣工時より、また事故で艦首を損傷した神通と阿武隈は、復旧工事の際に艦首形状を改めている。5,500トン型ではこの3艦のみがダブル・カーブ型だった。

### 近代化改装
1931年（昭和6年）から1934年（昭和9年）ころ各艦とも近代化改装を施した。その後も特定修理などの際に小改装を施している。主な変更点は以下の通り。
- 主缶はすべて重油専焼缶となる。
- カタパルト1基を艦後部に装備し航空機1機を搭載、後マスト部に航空機上げ下ろし用のデリックを装備した。このため後マストは3脚檣としている。艦橋前にあった滑走台は（試作カタパルト装備の艦はそれも）撤去された。滑走台の撤去跡には保式13mm四連装機銃が1基装備された（一部の艦は連装機銃を2基装備）。なお大井、北上、木曾の3艦は近代化改装後も航空兵装を装備しなかった。この理由は明らかでないがロンドン軍縮条約による練習艦への改造を考慮していたのではないか、または重雷装艦改造計画があったため、という説もある。
- 8cm高角砲を九三式13mm連装機銃に交換（球磨・北上・大井を除く）。
- 探照燈を110cm3基に強化した。（従来は90cm3基）
- 竣工時は艦橋に固定天蓋を持たなかったが、3.5m測距儀の装備時に固定部分が増え、1934年（昭和9年）ごろ全艦が完全な固定天蓋を持った。
- 1938年（昭和13年）に阿武隈のみ、魚雷兵装を強化、従来の連装発射管4基を4連装発射管2基と交換している。同時に魚雷は61cm九三式魚雷（いわゆる酸素魚雷）となった。同様の改装は他の長良型・川内型に計画されていたようだが、太平洋戦争開戦前に改装が完了したのは1940～41年（昭和15～16年）の那珂と神通だけであった。
- また開戦直前の1941年（昭和16年）、大井、北上の2艦は酸素魚雷の4連装発射管10基を搭載する重雷装艦に改造された。
- 同じく1941年（昭和16年）、九三式13mm連装機銃を九六式25mm連装機銃に交換。8cm高角砲が残置されていた球磨・北上・大井もこれを九六式25mm連装機銃に交換。

### 大戦中の改装

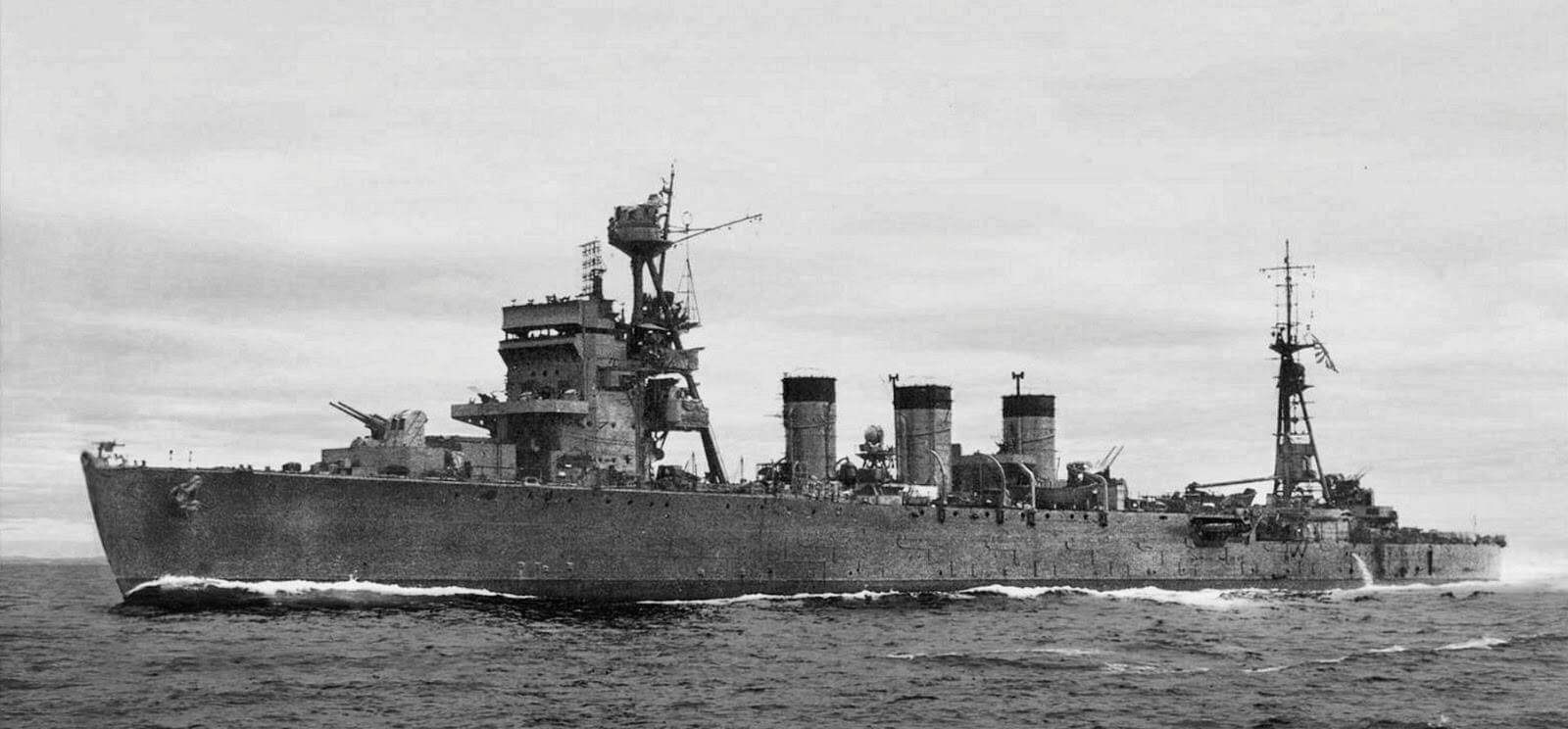
防空巡洋艦に改造後の五十鈴（1944年）

大戦中期より機銃の増備、レーダーの搭載などは他の日本海軍艦艇と同様である。レーダーは艦橋トップもしくは前マストに21号を搭載している。レイテ沖海戦に参戦した艦は後マストに22号を搭載していた。一部の艦は後マストに13号も装備したと考えられるが時期としてはレイテ沖海戦後の1944年11月以降と考えられ写真も残っていない。
長良は1943年（昭和18年）ころに航空兵装と5番、7番主砲を撤去し、代わりに7番主砲跡に12.7cm連装高角砲1基を、また25mm三連装機銃2基、連装機銃4基などを装備している。当時まだ戦没していない他の艦も同様の改装を受けたと推定される。
五十鈴は1944年（昭和19年）の損傷修理の際に主砲を全て撤去し、12.7cm連装高角砲3基を装備、一種の防空巡洋艦になった。また北上は1944年（昭和19年）から1945年（同20年）にかけて回天搭載艦への改造がされている。

## 大戦中の活躍
緒戦時には水雷戦隊旗艦や軽巡洋艦部隊として各地の攻略作戦に参加している。太平洋戦争においては戦前に想定されたような主力艦同士の砲撃戦による艦隊決戦は生起せず、航空機中心の戦いとして推移した。しかし、航空優勢が確保できない日本軍においては、高速艦艇を用いた島嶼への夜間強行輸送作戦や、米軍の上陸地点への夜襲作戦が頻繁に実施され、この任務に水雷戦隊が駆り出されることになった。5500トン型の各艦は、これを阻止しようとする米国海軍水上部隊との間で死闘を繰り広げた。その後、水雷戦隊の旗艦任務は最新鋭の阿賀野型軽巡洋艦に譲り、徐々に後方任務に就くようになる。機動部隊の護衛から輸送まで幅広い任務に就いた本型は、「北上」を除いて全てが終戦までに戦没している。
球磨は主に南西方面にあり、物資や人員の輸送に活躍した。
木曾、多摩は開戦時北方部隊の第5艦隊に所属、北洋の警備に当たった。アリューシャン攻略作戦、キスカ撤収作戦に参加している。キスカ撤収後は南方に活躍の舞台を移した。
大井、北上の2艦は重雷装艦として待機していたが、艦隊決戦は起こらず、活躍の機会はなかった。その後魚雷発射管の一部を降ろし、高速輸送艦として南方での輸送任務に活躍した。北上は大戦末期に更に回天搭載艦に改造されたが、こちらも出撃の機会はなかった。北上は5,500トン型軽巡洋艦の唯一の生き残りとなった。
長良は空母直衛部隊の第10戦隊に所属し、ミッドウェー海戦、南太平洋海戦などに参加、その後は兵員輸送などに活躍した。
五十鈴は損傷修理を機に防空巡洋艦に改装され、対潜掃討部隊である第三一戦隊の旗艦となった。レイテ沖海戦には機動部隊の一艦として空母の護衛に参加。その後は輸送任務に従事した。
由良と鬼怒は潜水戦隊旗艦であったが、潜水艦を率いた艦隊決戦は起こらなかった。由良は緒戦の南方攻略作戦に参加ののち、第4水雷戦隊旗艦としてソロモン方面へ進出したが、米軍航空機の攻撃により戦没した。鬼怒は南西方面にあり、同方面の各地への輸送任務に活躍した。
名取、阿武隈と川内型の3艦は水雷戦隊旗艦として開戦を迎えた。阿武隈は第1水雷戦隊旗艦として南雲艦隊の空母を護衛し、真珠湾攻撃、ミッドウェー海戦等に参加している。その後はキスカ撤収作戦に参加、レイテ沖海戦で戦没する最後まで第1水雷戦隊旗艦として活躍した。
名取は1942年（昭和17年）に第2南遣艦隊第16戦隊に編入。南西方面、後に中部太平洋方面での輸送任務に活躍した。
川内、神通は米軍のガダルカナル島での反抗が始まるとソロモン方面へ進出、それぞれブーゲンビル島沖海戦とコロンバンガラ島沖海戦で敵艦隊と交戦、沈没した。
那珂は米潜水艦の雷撃により損傷、1年ほど戦列をはなれ、その後にトラック空襲で戦没している。